# Plattsburgh (City, New York)
Plattsburgh ist eine Stadt im US-Bundesstaat New York. Sie liegt am Westufer des Lake Champlain und ist der Verwaltungssitz (County Seat) von Clinton County. Im Jahr 2020 zählte die Stadt 19.841 Einwohner.

## Geographie

### Geographische Lage
Plattsburgh liegt im äußersten Nordosten des Bundesstaates, rund 30 Kilometer südlich der Grenze zu Kanada. Der Saranac River, der in den westlich gelegenen Adirondack Mountains entspringt, mündet im Stadtzentrum in den Lake Champlain. Etwa acht Kilometer südlich befindet sich im See die Insel Valcour Island.

### Nachbargemeinden
Alle Entfernungen sind als Luftlinien zwischen den offiziellen Koordinaten der Orte aus der Volkszählung 2010 angegeben.
| Dannemora, 35,0 km     | Beekmantown, 2,6 km | North Hero, VT, 27,8 km |
| Saranac, 32,9 km       |                     | Grand Isle, VT, 23,8 km |
| Schuyler Falls, 8,0 km | Peru, 6,2 km        | South Hero, VT, 22,2 km |

### Klima
|                       | Jan   | Feb   | Mär  | Apr  | Mai  | Jun  | Jul  | Aug  | Sep  | Okt  | Nov  | Dez  |   |       |
| Mittl. Tagesmax. (°C) | −2,9  | −1,0  | 3,8  | 12,2 | 18,6 | 23,6 | 25,9 | 25,0 | 20,7 | 13,6 | 7,4  | 0,8  | ⌀ | 12,4  |
| Mittl. Tagesmin. (°C) | −13,1 | −11,6 | −5,6 | 1,0  | 7,0  | 12,6 | 15,3 | 14,2 | 9,8  | 3,5  | −1,3 | −8,2 | ⌀ | 2     |
|                       |       |       |      |      |      |      |      |      |      |      |      |      |   |       |
| Niederschlag (mm)     | 48,3  | 43,2  | 48,3 | 66,0 | 73,7 | 81,3 | 83,8 | 88,9 | 71,1 | 88,9 | 66,0 | 58,4 | Σ | 817,9 |
|                       |       |       |      |      |      |      |      |      |      |      |      |      |   |       |
| Regentage (d)         | 11    | 9     | 10   | 11   | 11   | 11   | 11   | 11   | 10   | 10   | 12   | 11   | Σ | 128   |

| −13,1 |

| −11,6 |

| −5,6 |

| 1,0 |

| 7,0 |

| 12,6 |

| 15,3 |

| 14,2 |

| 9,8 |

| 3,5 |

| −1,3 |

| −8,2 |

| −13,1 |

| −11,6 |

| −5,6 |

| 1,0 |

| 7,0 |

| 12,6 |

| 15,3 |

| 14,2 |

| 9,8 |

| 3,5 |

| −1,3 |

| −8,2 |

Die mittlere Durchschnittstemperatur in Plattsburgh liegt zwischen −7,9 °C im Januar und 20,6 °C im Juli. Die Schneefälle zwischen Oktober und April liegen mit bis zu 39,1 Zentimetern im Januar, die tägliche Sonnenscheindauer liegt am unteren Rand des Wertespektrums der USA.

## Geschichte

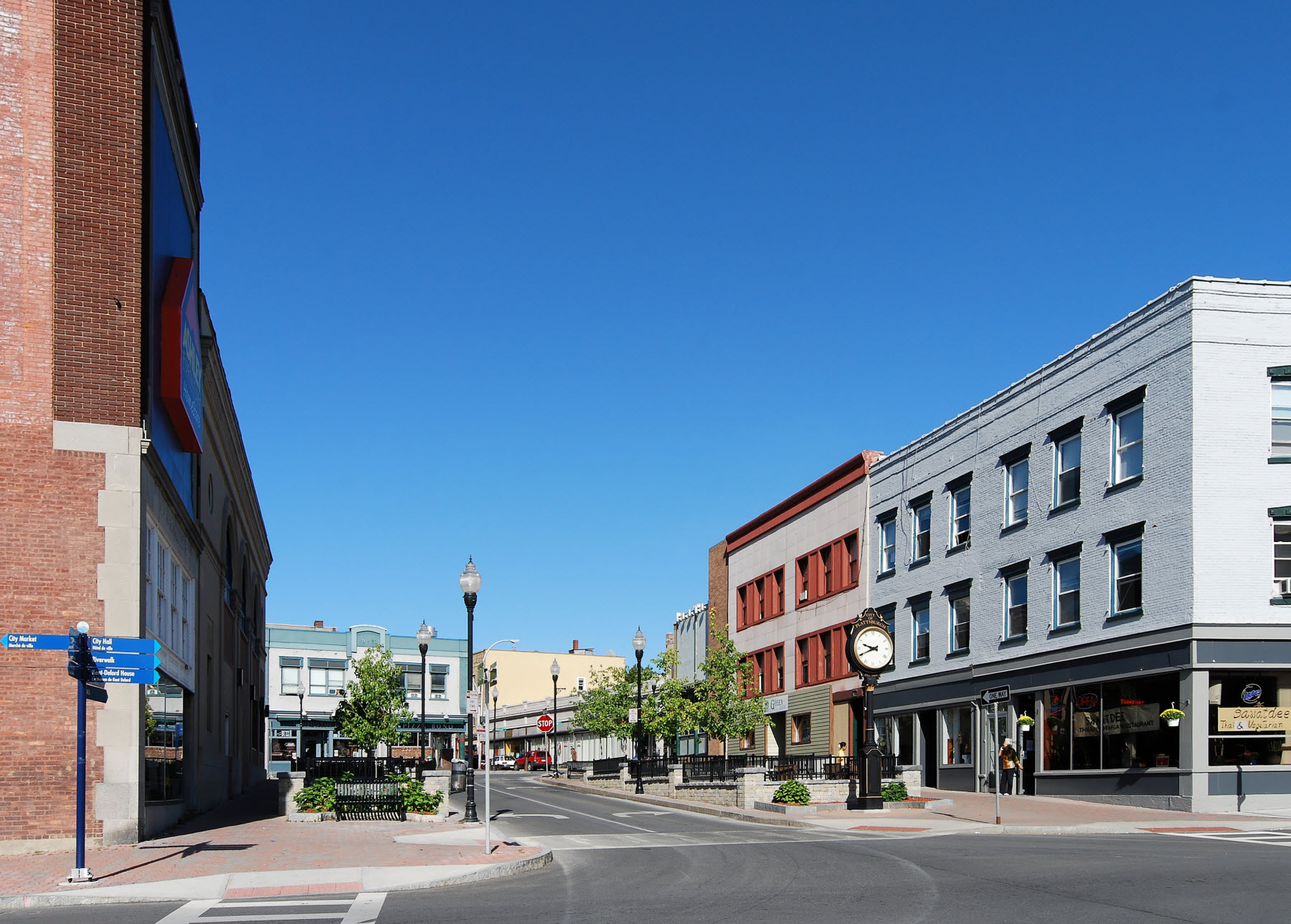
Downtown Plattsburgh

Benannt ist Plattsburgh nach dem Politiker Zephaniah Platt, der die Siedlung im Jahr 1788 gründete. Aufgrund seiner strategischen Lage in der Nähe einer Engstelle im Lake Champlain war Plattsburgh zweimal Schauplatz kriegerischer Auseinandersetzungen: 1776 mit dem Seegefecht bei Valcour Island im Unabhängigkeitskrieg, 1814 mit der Schlacht bei Plattsburgh im Britisch-Amerikanischen Krieg. 1815 erhielt Plattsburgh den Status einer Gemeinde und 1902 den einer Stadt. 1948 eröffnete die State University of New York einen Campus. Von 1954 bis 1994 betrieb die United States Air Force eine Luftwaffenbasis in Plattsburgh.

## Verkehr
Hauptverkehrsachse ist die von New York City in Richtung Montreal führende Autobahn Interstate 87. Zwischen diesen Städten verkehren täglich Züge von Amtrak. Die Stadt Burlington (Vermont) kann mit einer Fähre über den Lake Champlain erreicht werden. Auf dem Gelände der ehemaligen Luftwaffenbasis befindet sich der Flughafen Plattsburgh International Airport.

## Söhne und Töchter der Stadt
- Jean Arthur (1900–1991), Schauspielerin
- Charles H. Bonesteel III (1909–1977), Viersterne-General der United States Army
- Jon A. Lund (* 1928), Anwalt und Politiker, der Maine Attorney General war
- Glenn K. Otis (1929–2013), General
- Roger Hannay (1930–2006), Komponist und Musikpädagoge
- Gail Ricketson (* 1953), Ruderin
- Douglas Lucia (* 1963), römisch-katholischer Bischof von Syracuse
- Jamil El Reedy (* 1965), ägyptische Skirennläufer, in Plattsburgh aufgewachsen
- Tim Collins (* 1977), Jazzmusiker
- Angelica Costello (* 1978), Pornodarstellerin und Schauspielerin
- Jerry Wong (* 1982), Pokerspieler
- Alissa Johnson (* 1987), Skispringerin